# Edwin Jones
Edwin Jacob Jones (ur. 31 marca 1880 w Falmouth, zm. 24 marca 1948 tamże) – brytyjski rugbysta, olimpijczyk, zdobywca srebrnego medalu w turnieju rugby union na Letnich Igrzyskach Olimpijskich w 1908 roku w Londynie.

## Kariera sportowa
W trakcie kariery sportowej związany był z klubem Plymouth RFC, a także został wybrany do drużyny hrabstwa, w której zagrał osiemnastokrotnie. W 1908 roku z zespołem Kornwalii – ówczesnym mistrzem angielskich hrabstw wytypowanym przez Rugby Football Union na przedstawiciela Wielkiej Brytanii – zagrał w turnieju rugby union na Letnich Igrzyskach Olimpijskich 1908. W rozegranym 26 października 1908 roku na White City Stadium spotkaniu Brytyjczycy ulegli Australijczykom 3–32. Jako że był to jedyny mecz rozegrany podczas tych zawodów, oznaczało to zdobycie przez Brytyjczyków srebrnego medalu.
Służył w Royal Navy, następnie prowadził pub w rodzinnym Falmouth.